# Klavirska sonata br. 23 (Betoven)
SONATA ZA KLAVIR broj 23. f - moll, opus 57. APPASSIONATA, Ludviga Van Betovena.

## Opšte karakteristike
Betovenova Klavirska Sonata Appassionata (Strastvena Sonata), nastala je 1805. godine, u vreme Eroike, na vrhuncu njegovog srednjeg stvaralačkog perioda, predstavljajući najveće i najmonumetnalnije dostignuće tog Betovenovog perioda na polju klavirske muzike. Koncipirana je u tri opsežna stava i trajanja je 27 minuta.
Sam naziv, Stastvena Sonata nije dao Betoven. On je nastao mnogo kasnije, može biti tek posle Betovenove smrti. Mnogi je porede sa njegovom Petom Simfonijom, pre svega zato što oba ova dela, naravno svako u svom domenu, u prvi plan ističu ravnotežu i forme i sadržaja.

## Analiza dela
Prvi stav je obimni sonatni Allegro assai. Njegova snažna prva tema, kao da priziva sudbinu, dok je lirskija druga, utešnija po emotivnom naboju, ali u biti ostaje povezana sa osnovnom muzičkom misli. Zapanjuje jedinstvenost tematike, koja se kao takva provlači kroz razvojni deo i uliva u snažnu reprizu. Drugi stav je Andante con moto i rađen je u, za Betovena tako karakterističnom stilu: formi teme sa varijacijama. Jednostavna tema, uzvišene lepote, odmah pleni slušaoca. U njoj Betoven muzičkim jezikom parafrazira molitveni koral iz dela Apostolskih, gl. 7, 55: Gle, vidim otvoreno nebo. Od nekoliko varijacija, posebno su upečatljive prva, puna sumnje i nemira i druga, koja opčinjava neposrednom vedrinom. Treća varijacija ponavlja raspoloženje prve. Finalni stav je Allegro ma non troppo i počinje karakterističnim mračnim signalom u stilu fanfara, koji se zatim pretače u jedan buran razvojni tok. U sredini imamo jedno kraće smirivanje, a u završnici stava, oluja strasti ponovo nabujava i dostiže finalni vrhunac u završnom Prestu, koji predstavlja kodu Sonate.